# Вачнадзе, Нато Георгиевна
Нато Георгиевна Вачна́дзе (груз. ნატო ვაჩნაძე, урождённая Наталья Георгиевна Андроникашвили; 1 (14) июня 1904 год, Варшава — 14 июня 1953, Зугдиди) — советская грузинская актриса немого и звукового кино. Народная артистка Грузинской ССР (1941). Заслуженная артистка РСФСР (1935). Лауреат Сталинской премии второй степени (1941). Старшая сестра актрисы и режиссёра Киры Андроникашвили.

## Биография
Родилась 1 (14) июня 1904 года в Варшаве. Вторая из четырёх детей гусарского полковника князя Георгия Александровича Андроникова (1875—1911) и Екатерины Семёновны Сливицкой (1877—1947).
С 1919 года будущая актриса работала на спичечной фабрике «Прометей», позднее — учительницей музыки.
Портрет Нато в витрине фотографа в Тифлисе увидел администратор Госкинпрома весной 1923 года. Девушку разыскали в Гурджаани, где она тогда жила, и предложили две роли: в «Отцеубийце» А. И. Бек-Назарова и «Разбойнике Арсене» В. Г. Барского, сразу принесшие ей шумный успех. Её портреты украшали обложки журналов и рекламные плакаты. Однако закрепившееся за ней амплуа страдающей героини-красавицы не удовлетворяло Вачнадзе, стремившуюся воплощать на экране более глубокие и сложные образы. Первой такой ролью стала Гюлли из одноимённого фильма режиссёров Л. Ф. Пуша и Н. М. Шенгелая. С началом эры звукового кино Вачнадзе, не желая покидать экран, упорно работала над своей дикцией. Лирические образы, созданные актрисой, были окрашены поэтическим обаянием.
В перерывах между съёмками Вачнадзе работала ассистентом режиссёра, в том числе и в документальном кино. В 1932 году работала у Э. И. Шуб («Комсомол — шеф электрификации»), где освоила профессию монтажёра. По словам Шуб, Вачнадзе «действительно была заинтересована документальной съёмкой и судьбой документального фильма».
Член ВКП(б) с 1943 года. Жила в Тбилиси на улице Вукола Беридзе, 11.

## Гибель
Погибла в авиакатастрофе на 50-м году жизни на пути из Москвы в Тбилиси 14 июня 1953 года. Основная версия — попадание молнии в самолёт над Зугдиди.

## Семья
- 1-й муж — князь Мераб Николаевич Вачнадзе[1].
- 2-й муж — Н. М. Шенгелая.
- 3-й муж — капитан А. А. Качарава.
- Сыновья — Э. Н. Шенгелая и Г. Н. Шенгелая. Вачнадзе, Тенгиз Мерабович.

В Гурджаани открыт мемориальный музей актрисы.

## Фильмография

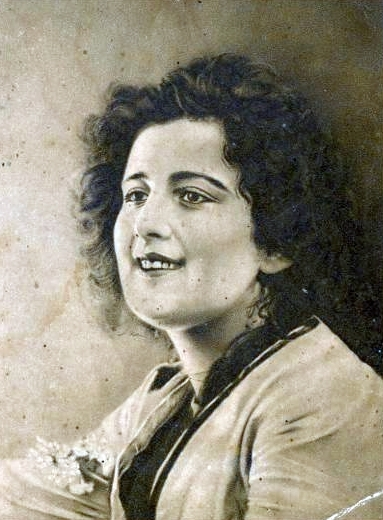
Нато Вачнадзе

- 1923 — Разбойник Арсен — Нено
- 1923 — У позорного столба — Нуну
- 1924 — Три жизни — Эсма
- 1925 — Наездник из «Уайльд-Веста» — Фаги
- 1925 — Дело Тариэла Мклавадзе — Деспине
- 1925 — Кошмары прошлого — эпизод
- 1925 — Ценою тысяч — эпизод
- 1926 — Натэлла — Натэлла
- 1927 — Амок — женщина
- 1927 — Гюлли — Гюлли
- 1927 — Закон и долг
- 1928 — Овод — Джемма
- 1929 — Живой труп — цыганка Маша
- 1930 — Кварталы предместья — Дора
- 1930 — Железная бригада — жена Грича
- 1933 — Последние крестоносцы — Циция
- 1934 — Последний маскарад — Тамара
- 1937 — Арсен — Нено
- 1937 — Золотистая долина — Нани
- 1939 — Родина — Натэлла
- 1940 — Девушка из Хидобани — Гвиристинэ
- 1941 — Каджана — Марта
- 1943 — Он ещё вернётся — Манана
- 1947 — Колыбель поэта — кормилица Мано
- 1948 — Кето и Котэ — эпизод
- 1952 — Покорители вершин — Елизавета Ламидзе

## Награды и премии
- Сталинская премия второй степени (1941) — за исполнение роли колхозницы Нанаи в фильме «Золотистая долина» (1937)
- народная артистка Грузинской ССР (1941)
- заслуженная артистка Грузинской ССР (1935)
- заслуженная артистка РСФСР (1935)
- орден Трудового Красного Знамени (22.03.1936; 06.03.1950)
- орден «Знак Почёта» (01.04.1938) — за исполнение роли Нено в фильме «Арсен» (1937)
- медали